# بیژن و گرازان
داستان بیژن و گرازان در دل داستان بیژن و منیژه آمده که از داستان‌های معروف و اساطیری ایران است. این داستان احتمالاً اصالتی اشکانی دارد و در شاهنامه فردوسی نیز آمده است.

## در شاهنامه
به احتمال زیاد فردوسی در جوانی و پیش از دستیابی به شاهنامهٔ ابومنصوری و به طور منفرد این داستان را به نظم کشیده‌است. اکثر این مطالب از مقدمهٔ نسبتاً بلند داستان قابل استنتاج است. شواهد دیگری نیز دال بر این امر موجود است: مثلاً استعمال بیشتر الف زینت نسبت به سایر قسمت‌های شاهنامه می‌رساند که شاعر هنوز در ابتدای کار شاعری خود بوده است.

### خلاصه داستان
داستان مقدمه‌ای نسبتاً طولانی دارد و با توصیف شبی تیره آغاز می‌شود. توصیف فردوسی از این شب تیره بسیار معروف است. مطلع آن چنین است:
| شبی چون شَبَه روی شسته به قیر |  | نه بهرام پیدا نه کیوان نه تیر |

شاعر که در این شب تیره خوابش نمی‌برد از یار مهربان خود می‌خواهد که چنگ نوازد و می‌ بیاورد. پس همدم او چنین می‌کند و ضمن انجام این کار به شاعر پیشنهاد می‌کند که برایش داستانی از دفتر پهلوی بخواند و فردوسی آن را به نظم درآورد و شاعر قبول می‌کند. فردوسی سپس به نقل داستان می‌پردازد:
در گاه پادشاهی کی‌خسرو روزی در مجلس بزمی به شاه خبر می‌رسد که اِرمانیان (= اهل ارمان ولایتی در نزدیکی مرز توران) دچار مشکل بزرگی شده‌اند و آن اینست که شمار بسیار زیادی گراز پیل‌دندان و کوه‌پیکر به مزارع و کشتزارهایشان هجوم آورده و آنجا را تباه ساخته‌اند و از ارمانیان کس نتواند که چارهٔ ایشان کند.
خسرو از شنیدن این خبر افسرده‌خاطر گشته و پهلوانی می‌طلبد که برود و کار گرازان یکسره نماید و مال و خواستهٔ بسیار به عنوان پاداش دریافت کند. هیچ‌کس جز بیژن پسر گیو داوطلب نمی‌شود. اما بیژن در مجلس با اعتراض پدرش روبرو می‌شود که او را جوان و بی‌تجربه می‌داند و معتقد است که به تنها نمی‌تواند به آنجا رود. پس تصمیم می‌گیرند که گرگین پسر میلاد که پهلوانی مسن‌تر و باتجربه‌تر است بیژن را تا شهر ارمان همراهی کند.
سرانجام دو پهلوان به ارمان می‌رسند و در دشت با گرازان روبرو می‌گردند. بیژن به گرگین نهیب می‌زند که بروند و کار گرازان یکسره کنند اما گرگین با دیدن شمار زیاد گرازان و جثهٔ بزرگ و خوی درندهٔ ایشان از این کار سر باز می‌زند و به بیژن می‌گوید که «تو داوطلب این کار شده‌ای و خسرو هم به تو پاداش خواهد داد». بیژن از این سخن برآشفته به تنها قصد گرازان می‌کند و از ایشان بسیار کشته و دشت از وجودشان پاک می‌سازد.
گرگین با دیدن دلاوری بیژن خود را خوار یافته و بر او حسد می‌برد و اهریمن بر روانش چیره می‌گردد. پس در صدد برمی‌آید که دامی برای بیژن بگسترد.پس به او می‌گوید که بارها به این خطه برای شکار آمده است و در این هنگام از سال در آنسوی مرز در توران به فاصلهٔ دو روز راه جشنگاهی است همچون بهشت آکنده از پری‌چهرگان و منیژه دخت افراسیاب نیز که در زیبایی کم‌نظیر است در میان ایشان است. چه خوبست که آن‌دو به آنجا شوند و پری‌چهرگانی چند به ایران بازآورده نزد خسرو ارجمند گردند.
بیژن جوان را این سخن خوش می‌آید. به گرگین می‌گوید که پیشتر از او حرکت خواهد کرد.